# Lambda Prolog
λProlog ou lambda Prolog est un langage de programmation logique dérivé de Prolog. λProlog est une double extension de Prolog, dans un premier temps, en rajoutant les λ-termes et dans un second temps avec l'ajout de nouveaux connecteurs tels que l'implication et le quantificateur universel.
Lambda Prolog introduit également la notion de type simple.